# Lien (architecture)
Un lien en architecture réfère à la charpenterie. Il consiste en une pièce de bois ayant un tenon à chaque bout et qui, posée en écharpe, lie le poinçon avec l’arbalétrier ou avec le faîtage d’une charpente de comble.

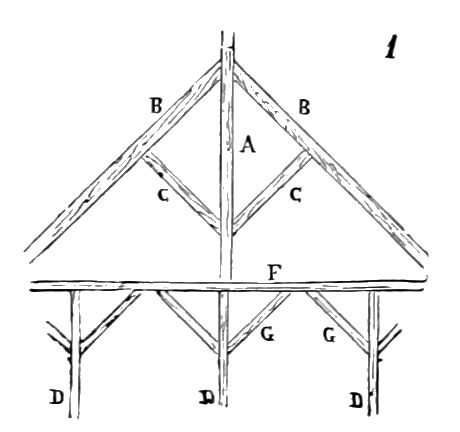
Illustration des liens dans le Dictionnaire raisonné de l'architecture française du, par Eugène Viollet-Le-Duc, 1856.

A étant le poinçon et B les arbalétriers, les pièces C sont des liens ; D étant des poinçons et F le faîtage, les pièces G sont des liens.

## Source
- « Dictionnaire raisonné de l’architecture française du XIe au XVIe siècle/Lien - Wikisource », sur fr.wikisource.org (consulté le 22 juin 2021).